# Eferding
Eferding  est une petite ville d'Autriche, située au cœur de la Haute-Autriche. La ville est aussi la capitale du district d'Eferding qui a douze communes.
Eferding est la troisième plus ancienne ville d'Autriche (1222), après Enns en 1212 et Vienne en 1221. La ville comptait 3 768 habitants au recensement de 2011. On les appelle les « Eferdinger ».

## Géographie
La distance entre Eferding et la capitale de la Haute-Autriche, Linz, est de 25 kilomètres.
Le fleuve le plus grand d’Autriche, le Danube, n’est pas loin du centre d’Eferding (2 kilomètres) et ici il y a aussi un embarcadère des bateaux du Danube.

## Histoire
Le nom de la ville est issu d’un homme germain, « Effrito », qui a posé la première pierre de la ville. Ce nom a changé progressivement : Effrito – Efritinger – Everdingen – Efferding – Eferding.
Après avoir obtenu la coutume de leur ville en 1222, les « Eferdinger » ont commencé à construire un grand rempart autour de la ville.
Personne ne pouvait entrer ou quitter Eferding sans passer par une des trois portes de la ville : la « Schaumburgertor », la « Linzertor » et la « Peuerbachertor ».
Pendant le XVe siècle, on a construit l’église d’Eferding. Cette cathédrale du style gothique représente un vrai trésor artistique. En 1727, son clocher est détruit par le feu mais est reconstruit quelque temps plus tard.
Sous l’empereur Maximilien I, Eferding a obtenu les armes de la ville en 1510, qui existent toujours. Elles représentent une porte de la ville, teinte en rouge et blanc.
Pendant la Seconde Guerre mondiale, la ville d’Eferding resta presque intacte.

## Lieux et monuments
- L'église d'Eferding :

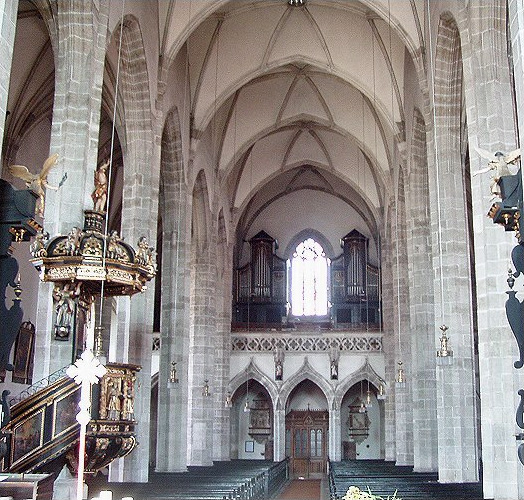
L'église d'Eferding

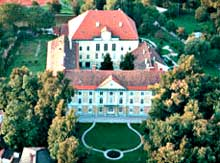
Le château de Starhemberg

1451-1505, de style gothique tardif. 
Les habitants l'appellent aussi la cathédrale, à cause de sa très grande taille, bien qu'elle ne soit pas le siège d'un diocèse.
- Le château de Starhemberg :

Le centre-ville est ancien. On y trouve quelques maisons gothiques avec des façades baroques, et la place centrale est dominée par le château de Starhemberg, encore aujourd’hui résidence de la famille de Starhemberg.
On peut visiter entre autres deux musées dans le château : le musée régional et le musée de la collection de la famille de Starhemberg (avec une table de l'appartement de Mozart, où il a composé La Flûte enchantée). De temps en temps, des fêtes et des expositions se déroulent dans la cour et dans les caves du château, par exemple le marché de l'avent, le « Eferdinger Schlossadvent » à Noël, qui est aussi une attraction pour les touristes.

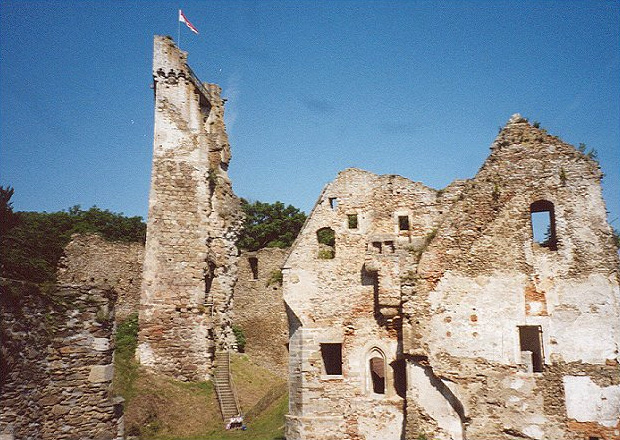
Les ruines du château Schaunburg

- Les ruines du château-fort de Schaunberg :

Près de la ville sur un monticule trône les ruines du château de Schaunberg, très connu et encore en bon état. Pendant le Moyen Âge, il était très important pour la sécurité de la ville et il a été le plus grand château de Haute-Autriche (17 500 m2). 
La visite de la ruine et de la tour (qui a un escalier moderne de 189 marches) est librement accessible.

## Personnalités
Nées à la ville :
- Stefan Fadinger (1585-1626) et Christoph Zeller (+1626): Deux grands hommes de la ville d’Eferding qui ont pris la tête de la révolte des paysans de 1626, ce qui leur a coûté la vie.
- Susanne Kepler (nom de jeune fille : Susanne Reuttinger): En 1613 elle se marie avec l’astronome allemand Johannes Kepler. Elle était la fille de l’hôtelier le plus important d’Eferding.
- Johann Nepomuk David (1895-1977), compositeur autrichien
- Ernst Rüdiger Fürst Starhemberg (1899–1956), homme politique autrichien
- Horst Haitzinger (1939-), caricaturiste et satiriste politique, habite en Allemand

## Jumelages
- Amitié avec la ville de Passau, Allemagne